# 2006 TP130
2006 TP130 est un objet transneptunien du groupe des plutinos.

## Caractéristiques
2006 TP130 mesure environ 220 km de diamètre.